# Дахия, Рави Кумар
Рави Кумар Дахия (англ. Ravi Kumar Dahiya; род. 12 декабря 1997, Нахри, Харьяна) — индийский борец вольного стиля, призёр чемпионата мира, трёхкратный чемпион Азии, серебряный призёр Олимпийских игр 2020 года в Токио.

## Карьера
Родился в штате Харьяна, который дал Индии много борцов высокого класса, поэтому для него было естественно с малых лет заняться борьбой. В возрасте 10 лет он переехал в Нью-Дели, где ему выделили комнату на стадионе «Чхатрасал», в которой с ним жил его земляк, выходец из округа Сонипат Йогешвар Дутт, двукратный чемпион Азии и бронзовый призёр Олимпийских игр 2012 года. Дахия тренировался под руководством Сатпала Сингха. Отец Рави Кумара Дахи был бедным фермером, не имел своей земли, а работал на арендованных рисовых полях, однако в течение 10 лет он ездил из своего села на стадион «Чхатрасал», чтобы доставить своему сыну молоко и фрукты, что является важной частью рациона борца. В июне 2013 года в Улан-Баторе Рави Дахия стал серебряным призёром чемпионата Азии среди юношей. В июне 2015 года в Мьянме стал чемпионом Азии среди юниоров. В сентябре 2015 года в Бразилии завоевал серебряную медаль чемпионата мира среди юниоров, уступив в финале азербайджанцу Махиру Амирасланову. В ноябре 2018 года в Бухаресте стал серебряным призёром чемпионата мира среди молодёжи U23, уступив в схватке за первое место японцу Тосиро Хасэгаве.
В апреле 2019 года дебютировал на взрослом чемпионате Азии, где в борьбе за бронзу уступил японцу Юки Такахаси и занял 5 место. В сентябре 2019 года на чемпионате мира в Нур-Султане, стал бронзовым призёром, что дало ему право выступить на Олимпийских играх 2020 года в Токио. В 2020 году он стал чемпионом Азии среди взрослых, а через год повторил этот успех.
5 августа 2021 года на Олимпийских играх в Токио завоевал серебряную медаль, уступив в финале россиянину Зауру Угуеву.

## Достижения
- Первенство Азии по борьбе среди юношей 2013 — ;
- Первенство Азии по борьбе среди юниоров 2015 — ;
- Первенство мира по борьбе среди юниоров 2015 — ;
- Чемпионат мира по борьбе U23 2018 — ;
- Чемпионат мира по борьбе 2019 — ;
- Чемпионат Азии по борьбе 2020 — ;
- Чемпионат Азии по борьбе 2021 — ;
- Олимпийские игры 2020 — ;
- Чемпионат Азии по борьбе 2022 —